# Tswanyaneng
Tswanyaneng est une ville du Botswana.